# Boston Latin School

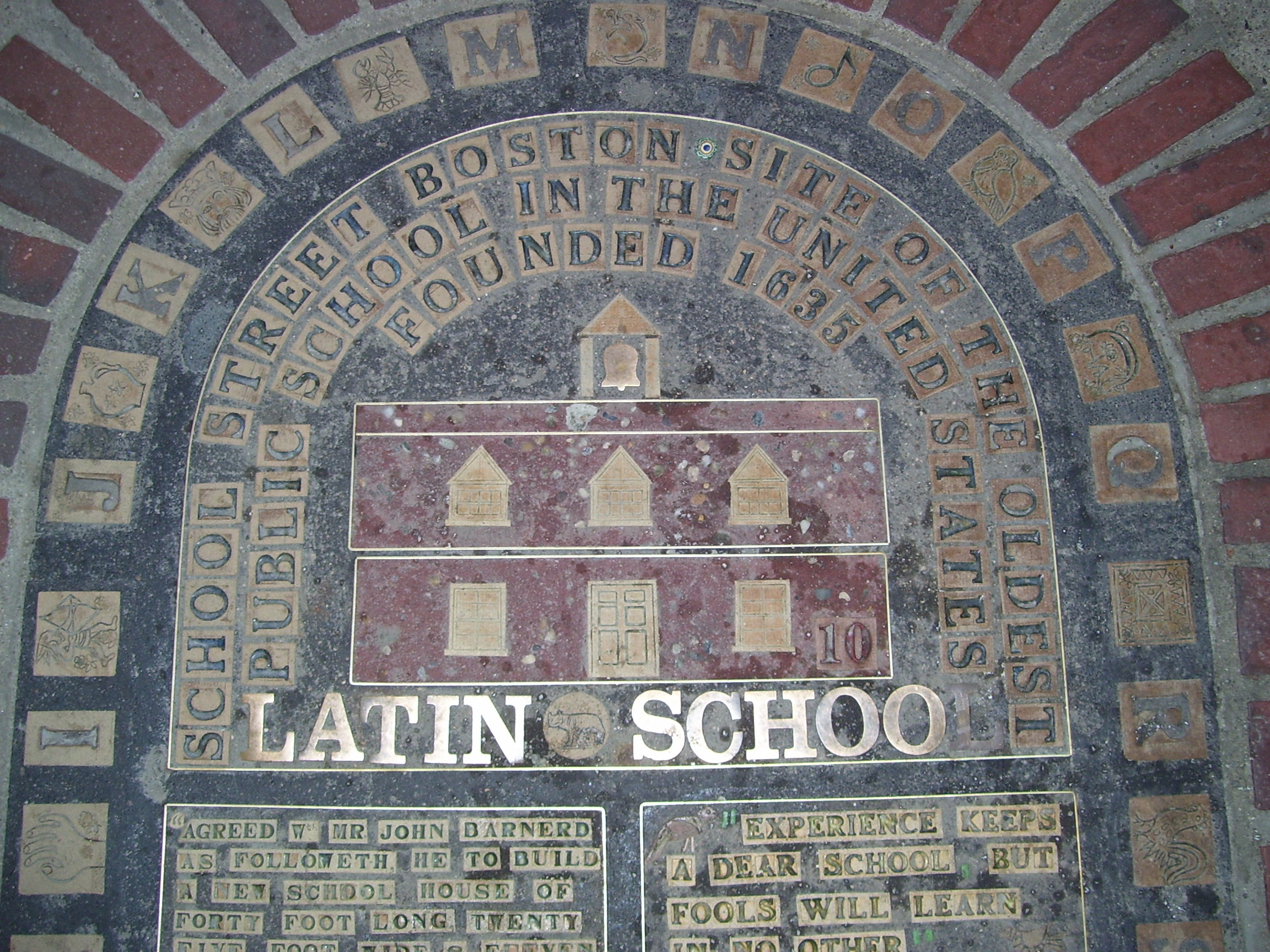
Plakette an der School Street in Erinnerung an das erste Schulgebäude (2008)

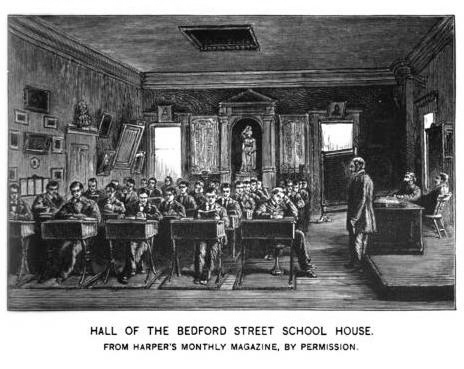
Aula des Schulhauses in der Bedford Street (1844–1881)

Die Boston Latin School ist eine öffentliche Magnet School in Boston im Bundesstaat Massachusetts der Vereinigten Staaten. Sie wurde am 23. April 1635 gegründet und ist damit sowohl die erste öffentliche High School als auch die älteste noch existierende Schule der USA insgesamt. Die Public Latin School war eine Bastion für die Unterrichtung der Söhne der sogenannten Brahmanen von Boston, wodurch sich die Schule rühmen kann, eine Vielzahl prominenter Bostoner Bürger unterrichtet zu haben. Die Unterrichtspläne folgen dem Curriculum der Lateinschulen des 18. Jahrhunderts, welche die Klassische Altertumswissenschaft als Grundlage eines gebildeten Geistes ansehen. Vier Jahre Lateinunterricht sind für alle Schüler verpflichtend, die als 7th Grade in die Schule eintreten, drei Jahre für alle 9th Grade.
2007 erzielte die Schule im U.S. News & World Report eine Platzierung in den Top 20 der US-amerikanischen High Schools. Für das Jahr 2012 wird die Schule in der Liste der Goldmedaillen auf Platz 38 unter den Top 100 High Schools der Vereinigten Staaten geführt. Insgesamt wurden für die Studie 21.000 öffentliche High Schools aus 48 Bundesstaaten und dem District of Columbia durch den U.S. News & World Report untersucht. Das Schulgebäude ist Bestandteil des Freedom Trail.

## Geschichte
Zu Beginn hatte die Schule nur sehr wenige Schüler, heute zieht sie ca. 2400 Schülerinnen und Schüler aus ganz Boston an. Von der Boston Latin School stammen vier Präsidenten der Harvard University, vier Gouverneure von Massachusetts und fünf Unterzeichner der Unabhängigkeitserklärung der Vereinigten Staaten. Benjamin Franklin und Louis Farrakhan gehören zu den berühmtesten Aussteigern der Schule.
Die Schule wurde dem Vorbild der Boston Grammar School in Lincolnshire, England nachempfunden, die viele der ursprünglichen Siedler in Boston besucht hatten. Die heutigen Schüler erzählen mit Stolz, dass das 1636, also ein Jahr später gegründete Harvard College für die ersten Abgänger der Boston Latin School errichtet wurde. Sei dies nun wahr oder falsch, von der Boston Latin School gehen seit jeher viele ehemalige Schüler als Studenten nach Harvard, zuletzt etwa 25 pro Jahr. Über 99 % der etwa 300 jährlichen Schulabgänger werden von wenigstens einem College akzeptiert.
Die BLS ließ seit ihrer Gründung 1635 nur männliche Schüler zu und stellte auch nur männliche Lehrer ein. Die erste Schülerin wurde im 19. Jahrhundert aufgenommen. Helen Magill White war die erste Abgängerin der Schule und später auch die erste Frau in den Vereinigten Staaten, die einen Doktorgrad erhielt. Kurz nach ihrem Schulabschluss im Jahr 1877 wurde die Boston Latin Academy gegründet, die ausschließlich Mädchen aufnahm. Für ein gutes Jahrhundert besuchten alle qualifizierten Schülerinnen diese Schule. Erst 1972 wurde an der BLS die erste gemischte Klasse eingerichtet.
Bevor die ersten weiblichen Schüler akzeptiert wurden, gab es bereits Lehrerinnen an der BLS. 1967 wurden Marie Frisardi und Juanita Ponte als erste weibliche Lehrkräfte eingestellt.
Die erste Schulleiterin Cornelia Kelley war von 1998 bis zu ihrem Ruhestand im Jahr 2007 im Amt. Als ihre Nachfolgerin wurde Lynne Mooney Teta bestimmt, die damit Platz Nr. 28 in der Reihenfolge der Schulleiter einnimmt. Sie machte ihren Abschluss 1986 an der BLS und war zuvor stellvertretende Schulleiterin.

### Standorte
| Foto | Ort                                                                    | Koordinaten (Links zu Karten & Fotos) | Quellen       |
| ---- | ---------------------------------------------------------------------- | ------------------------------------- | ------------- |
|      | Das erste Gebäude der Boston Latin School, ca. 1635.                   | 42° 22′ 4,1″ N, 71° 3′ 35,6″ W        | [ 13 ]        |
|      | Das erste Schulgebäude auf der Südseite der School Street, 1748–1810.  |                                       |               |
|      | Das zweite Schulgebäude auf der Südseite der School Street, 1812–1844. | 42° 21′ 27,5″ N, 71° 3′ 34,8″ W       | [ 14 ] [ 15 ] |
|      | Das Schulgebäude in der Bedford Street, 1844–1881.                     | 42° 21′ 13,8″ N, 71° 3′ 39,8″ W       | [ 16 ] [ 17 ] |
|      | Das Schulgebäude in der Warren Avenue, 1881–1922.                      | 42° 20′ 39″ N, 71° 4′ 24,2″ W         | [ 18 ]        |
|      | Das Schulgebäude in der Avenue Louis Pasteur, 1922–heute.              | 42° 20′ 16,9″ N, 71° 6′ 7,3″ W        | [ 19 ]        |

## Wissenschaft & Lehre
Das Motto der Boston Latin School ist „Sumus Primi“ (lat. für „Wir sind die Ersten“). Dieses Aussage bezieht sich doppeldeutig sowohl auf das Gründungsjahr der Schule als auch auf ihre akademische Ausgestaltung. Seit ihrer Gründung verfolgt die Schule die gleichen Standards wie private Eliteschulen in Neuengland, die zur Vorbereitung auf das College oder die Universität dienen, wobei sie jedoch die gleiche egalitäre Einstellung wie öffentliche Schulen aufweist. Aus akademischer Sicht übertrifft die Schule regelmäßig öffentliche Schulen in reichen Bostoner Vororten, was insbesondere im Rahmen der für alle öffentlichen Schulen in Massachusetts vorgeschriebenen jährlichen MCAS-Begutachtung gemessen wird. 2006 wurde in New York City die Brooklyn Latin School gegründet und explizit nach dem Vorbild der Boston Latin School entworfen. In diesem Zuge wurden viele Traditionen und auch ein Großteil der Lehrpläne übernommen.

### Zulassungen
Ob ein neuer Schüler aufgenommen wird oder nicht, wird anhand einer Kombination aus der erreichten Punktzahl in der Independent School Entrance Examination (ISEE) und aktuellen Noten entschieden. Darüber hinaus können nur Einwohner von Boston die Schule besuchen. Obwohl die Schule die Stufen 7 bis 12 bedient, nimmt sie neue Schüler ausschließlich in den Stufen 7 und 9 auf. Daher haben die höheren Klassen zum Teil deutlich weniger Schüler als die niedrigeren, da eine relativ große Anzahl zwischenzeitlich die Schule wechselt. Seit jeher wird von der Schule gesagt, dass sie eine Schwimm' oder geh’ unter-Mentalität aufweise, jedoch wurden in den letzten Jahren erhebliche Anstrengungen unternommen, um eine mehr unterstützende Atmosphäre zu schaffen.
Da es sich um eine renommierte Schule mit hoher Effektivität und Leistungsfähigkeit handelt, die in einem der schlechtesten städtischen Schulsysteme im ganzen Bundesstaat angesiedelt ist, wird der restriktive Aufnahmeprozess der Boston Latin School kontrovers diskutiert. Die Zulassungen sind sehr konkurrenzbetont und es ist nicht ungewöhnlich, dass nur weniger als 20 % der Bewerber angenommen werden. Bis zum Schuljahr 1997 reservierte die Boston Latin School 35 % der zur Verfügung stehenden Plätze für unterrepräsentierte Minderheiten, die auch dann vergeben wurden, wenn die Leistungen dafür eigentlich nicht ausreichend waren. Die Schule musste diese Praxis jedoch aufgeben, nachdem sie eine Serie von Gerichtsverfahren verloren hatte, in denen Mädchen, die nicht einer Minderheit angehörten und trotz besserer Noten als diejenigen zugelassener Minderheiten abgewiesen worden waren, geklagt hatten.
Die Schule verteidigte sich in der Folge juristisch gegen die Forderung, die Aufnahmeverfahren vollständig einzustellen und die verfügbaren Plätze unabhängig von Kriterien zu verlosen. Seit 1997 sank der Anteil der Minderheiten an der Boston Latin School von 35 % auf unter 19 % im Jahr 2005, obwohl die Schule gemeinsam mit den anderen öffentlichen Bostoner Schulen sowie der Boston Latin School Association große Anstrengungen unternahm, mehr Schüler aus Minderheiten aufzunehmen und an der Schule zu halten. Einige fordern eine Quote für die Anzahl von Schülern, die aus den öffentlichen Bostoner Middle Schools aufgenommen werden müssen.

### Lehrpläne

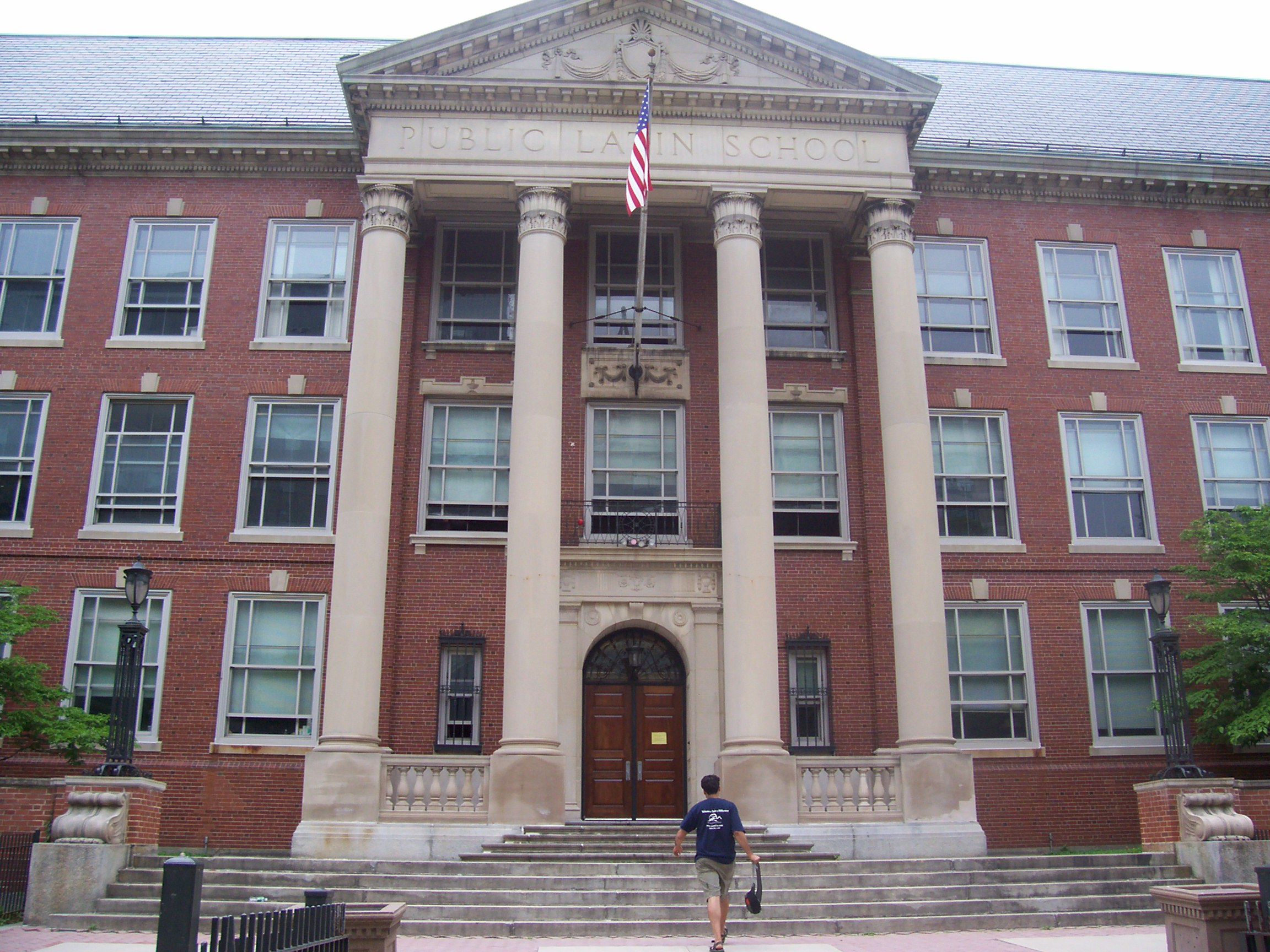
Haupteingang des Schulgebäudes in der Avenue Louis Pasteur (2007)

Die altehrwürdigste aller Traditionen an der Boston Latin School ist die Deklamation. Schüler der Grade 7 bis 10 müssen in ihrem Englischunterricht dreimal im Schuljahr eine Rede halten. Es gibt auch eine öffentliche Deklamation, wo Schüler aller Altersstufen und aus allen Kursen vor einer größeren Zuhörerschaft eine auswendig gelernte Rede vortragen. Während des Vortrags werden sie anhand verschiedener Merkmale bewertet, unter anderem in Bezug auf Erinnerungsvermögen, Präsentation, Sprache und Ausdrucksvermögen. Die am besten bewerteten Redner in drei der ersten vier öffentlichen Deklamationen erhalten die Gelegenheit, vor einer Jury aus Alumni zu sprechen und besondere Auszeichnungen zu erhalten.
Zusätzlich zu dieser langjährigen Tradition führte vor kurzem die schuleigene Abteilung für moderne Sprachen einen jährlichen Wettbewerb namens „Weltsprachen-Deklamation“ ein. Während der „Nationalen Woche der Fremdsprachen“ (in der Regel die erste Woche im März) halten Schüler der Grade 8 bis 12 Reden in anderen Sprachen als Englisch. Die meisten wählen dazu die Sprache, die sie gerade lernen, und einige halten ihre Rede in Latein, Griechisch oder ihrer Muttersprache. Die Wertungsrichter werden aus verschiedenen Institutionen der ganzen Stadt eingeladen und bewerten die Schüler in mit der öffentlichen Deklamation vergleichbaren Kategorien. Die Vortragenden werden dazu nach ihrem Lernfortschritt kategorisiert und nicht nach der gewählten Sprache, so dass ausschließlich Schüler mit vergleichbarem Wissensstand gegeneinander antreten. Schüler, die in diesem Wettbewerb regelmäßig herausragende Leistungen aufweisen, werden in der „Nacht der Preise“ mit dem Celia Gordon Malkiel Preis ausgezeichnet.
Mit einem unter einigen Alumni kontrovers diskutierten Beschluss entschied die Schule im Jahr 2001, die Dauer des verpflichtenden Lateinunterrichts beginnend mit dem Schuljahr 2006 um ein Jahr zu verkürzen. Damit sank die minimal erforderliche Unterrichtsdauer für die 7. Grade von fünf auf vier und für die 9. Grade von vier auf drei Jahre. Diese Entscheidung wurde vom Vorsitzenden der Abteilung für die lateinische Sprache mit der Erkenntnis getroffen, dass die bis dahin geltenden Anforderungen die Schüler darin behinderten, ausreichend Kurse in wichtigen Fächern wie Physik, Chemie, Informatik und Moderne Sprachen zu belegen. Dennoch können die Schüler Latein freiwillig bis in ihr sechstes Jahr an der Schule fortführen, und viele nehmen diese Gelegenheit auch wahr, insbesondere um die Zahl ihrer AP-Kurse zu maximieren.
In einem Kodizill hinterließ Benjamin Franklin im Jahr 1789 ein Vermächtnis zur Stiftung der Franklin Medaillen, die den besten Schülern bei ihrem Abschluss verliehen werden. Der Dixwell Prize kommt in Hinblick auf sein Prestige direkt nach den Franklin Medaillen und wird als Auszeichnung für besondere Leistungen in Latein oder Griechisch vergeben.

## Veröffentlichungen
Die beiden Hauptpublikationen der Boston Latin School sind das Literaturmagazin The Register und die Schulzeitung The Argo. The Register wurde 1881 von George Santayana als Schulzeitung gegründet, jedoch hat es sich über die Jahre zu einem reinen Literaturmagazin entwickelt. Darin werden sowohl von den Schülern geschriebene Prosa und Dichtungen als auch Kunstwerke veröffentlicht. Das Magazin erscheint zwei Mal pro Jahr und wird üblicherweise von zwei Chefredakteuren betreut. Die Schulzeitung The Argo ist bedeutend jünger und wurde erst nach der Umwandlung des Register im März 1969 gegründet. Mit Stand des Schuljahrs 2006/2007 erschien die Zeitung sieben Mal pro Jahr. Sowohl der Register als auch die Argo werden ausschließlich von Schülern produziert. Beide Publikationen konnten bereits Preise der New England Scholastic Press Association gewinnen.
Daneben erscheint der BLSA Bulletin, der von der Boston Latin School Association herausgegeben wird.

## Sport
Die Sportmannschaften der Boston Latin School nennen sich das Boston Latin Wolfpack mit den Trikotfarben Violett und Weiß. Im American Football tritt das Team der Schule seit 1887 zu jedem Thanksgiving gegen die ständigen Rivalen von der English High School of Boston an. Dieser andauernde Wettbewerb zwischen den beiden Schulen ist der älteste in den gesamten Vereinigten Staaten.
Sowohl die weiblichen als auch die männlichen Hockey- und Volleyball-Mannschaften der Schule sind seit ihrem Bestehen sehr gut, konnten jedoch nur wenige Titel gewinnen, insbesondere nach dem Ausstieg der Schule aus der Boston Public Schools League. Zu den wenigen Titelgewinnern zählen die Mädchenmannschaften im Fußball, Hockey und Tennis sowie die Jungenmannschaft im Hockey.

## Außerschulische Aktivitäten

### Die BLS YouthCAN
Bei der seit 2006 bestehenden BLS YouthCAN handelt es sich um die Boston Latin School Youth Climate Action Network group, die mittlerweile über 15 weitere Gruppierungen gebildet hat. YouthCAN arbeitete zuletzt 2010 daran, ausreichend Finanzmittel für eine Dachbegrünung zu akquirieren, welche die Schulen in der Umgebung mit interaktiven Klassenräumen versorgen kann – die Studienobjekte sind so stets nicht weit entfernt. Ein wichtiges Ereignis der Gruppen ist das jährlich im Mai stattfindende Climate Change Summit. Bislang hat YouthCAN bereits mehrere tausend US-Dollar für die Dachbegrünung zusammen bekommen und die Aufmerksamkeit von lokalen Bostoner Politikern bis hin zu Anhängern von Al Gore erlangt.

### BLSTV
BLSTV ist der schuleigene Fernsehsender, der seit 2003 auf Sendung ist. Jeden Tag werden über diesen Kanal aktuelle Bekanntmachungen an alle Mitglieder der Schule gesendet. Der Sender wird vollständig von den Schülern aus allen Altersschichten betrieben. Der Sender ist ebenfalls für die Aufzeichnung von Schulfeiern und Veranstaltungen zuständig.

### Die Boston Latin Theatre Company
Die Theatergruppe der Schule produziert in jedem Schuljahr drei bis vier Stücke, darunter auch ein Frühlings-Musical. Traditionell führt die Schule ein Stück mit nur einem Akt im Rahmen des Festivals der Massachusetts High School Drama Guild (MHSDG) auf. Das im Jahr 2007 aufgeführte Stück Kid Simple: A Radio Play in the Flesh kam bis in das Halbfinale des Festivals und gewann zahlreiche Preise für Schauspielerei, Lichtdesign und Sounddesign. 2004 wurde ein Schüler für seine Regiearbeit im Stück Dimly Perceived Threats to the System ausgezeichnet.
Weitere Beiträge der Theatergruppe zum Festival umfassten The Moonlight Room (Tristine Skyler, 2006), Reckless (Craig Lucas, 2005), The Dining Room (A.R. Gurney, 2003), T.V. (Jean-Claude van Itallie, 2002), Interview (Jean-Claude van Itallie, 2001), Adaptation (Elaine May, 2000), WASP (Steve Martin, 1999), Black Comedy (Peter Shaffer, 1998) sowie The Romancers (Peter Shaffer, 1997).
Im Winter 2008 produzierte die Gruppe das Stück Tilt Angel, das es zum ersten Mal seit 2004 bis in das Finale des MHSDG-Festivals schaffte. Es gewann eine Vielzahl von Auszeichnungen für Einzel- und Gruppenleistungen in der Schauspielerei, Ton, Make-up und Lichtdesign. Es wurde ebenfalls als eins von zwei Stücken ausgewählt, die aus Massachusetts im Rahmen des New England Drama Festival 2008 aufgeführt wurden, was bis dahin kein Theaterstück der Schule geschafft hatte.
Im Frühjahr 2008 wurde das Musical The Secret Garden produziert, 2009 das Stück Dark Play or Stories for Boys. Ehemalige Mitglieder der Theatergruppe studieren heute an den weiterführenden Schulen Harvard College und Emerson College sowie an der Tisch School of the Arts der New York University, der Northwestern University, am Boston College, der Boston University sowie der School of Theatre an der University of Southern California.
Die Boston Latin School unterhält darüber hinaus eine eigene Improvisationstheater-Gruppe namens Yellow Submarine Improv Troupe, die dafür bekannt ist, jeden Interessenten ohne vorherige Anhörung aufzunehmen.

### Die Junior Classical League
Seit dem Jahr 2000 nimmt die Boston Latin School auf lokaler, regionaler und landesweiter Ebene aktiv an der 1936 gegründeten National Junior Classical League teil und pflegt damit die Tradition einer tiefergehenden akademischen Auseinandersetzung mit den Klassischen Altertumswissenschaften in Verbindung mit kreativen Ausdrucksformen in den bildenden und kreativen Künsten.
An der Schule finden regelmäßig im späten November oder frühen Dezember Quiz-Bowl-Wettbewerbe zu diesem Themengebiet statt, und Vertreter der Schule nehmen an gleichartigen Wettbewerben auf der Ebene des Bundesstaats im April sowie der gesamten USA im Juli/August teil. In den letzten Jahren ist die JCL an der Boston Latin School stark gewachsen, so dass die Schule häufig den Staat Massachusetts auf nationaler Ebene in den Wettbewerben repräsentiert.

### Scheinprozesse
Seit der Gründung des Mock Trial Program (Scheinprozess-Programms) durch die Massachusetts Bar Association im Jahr 1987 nimmt die Boston Latin School an diesem teil. Das Team hat seitdem die Massachusetts-Meisterschaft zwei Mal (1987 und 2006) gewinnen können. 2006 konnte es Rang 24 in der US-Meisterschaft belegen. Jedes Jahr erhält die Gruppe einen neuen Scheinprozess und bereitet entsprechende Papiere für Eröffnungsplädoyers, Beweisführung, Kreuzverhöre und Schlussplädoyers sowohl auf der Seite der Anklage als auch der Verteidigung vor. Anschließend werden dazu regionale Wettbewerbe ausgetragen, um in die Championship-Serie vorzustoßen.

### Musik
Die Boston Latin School unterhält ein aufwendiges Angebot zum Thema Musik. Es gibt zahlreiche Wahlfächer wie Blasmusik, Chöre und Streichorchester, deren Teilnahme jedoch nicht auf die Schulnoten angerechnet wird. Es gibt a-cappella-Gruppen, einen Showchor, einen Gospel- sowie einen Kammerchor. Zu den Instrumental-Angeboten zählen die Football Pep Band, eine Big Band und Junior Big Band, ein Flötenensemble und ein Orchester. Neben diesen außerschulischen Möglichkeiten gibt es auch vollakademische Musikkurse, die auch auf die Schulnoten angerechnet werden, wie zum Beispiel die Einführung in die Musiktheorie sowie weiterführende Advanced-Placement-Kurse.
Die A-cappella-Gruppen Wolftones und Wolfettes sind die einzigen Musikgruppen, die vollständig von Studenten betrieben werden. Beide richten jährlich ein Konzert mit dem Titel STAND in Harmony aus, dessen Erlöse STAND, eine Anti-Genozid-Gruppe an der Schule, vollständig zugutekommen.
Der Gospelchor war in den 1990er Jahren sehr beliebt, verlor jedoch aufgrund von fehlender Führung und aus Interessenmangel viele Mitglieder. Im Schuljahr 2010/2011 wurde er wiederbelebt.
In jedem Jahr führen alle Musikgruppen ihr Können im Rahmen von Ferienkonzerten (Mitte Dezember) und Musiknächten (im Frühling) an der Schule vor.
Darüber hinaus nehmen die Musikgruppen der Boston Latin School jeden April am Massachusetts Instrumental & Choral Conductors Association Festival teil. 2006 konnte das Streichorchester dort zum zweiten Mal in Folge die Goldmedaille gewinnen, die Senior Concert Band und der Concert Choir erreichten Bronzeränge. 2007 gewannen die Senior-Streicher Gold und das Wind Ensemble Silber. Die Boston Latin Big Band kam sechs Jahre hintereinander in das Finale der Wettbewerbe der International Association for Jazz Education und gewann dort 2007 Gold. Darüber hinaus belegte die Band einmal den ersten Platz im High School Jazz Festival des Berklee College of Music.

### Das NUTRONS Robotics Team
Das NUTRONS Robotics Team wurde 1998 in Zusammenarbeit mit der Northeastern University gegründet und nimmt weltweit an Wettbewerben im Design und Bau von Robotern teil. Dazu stehen jeweils sechs Wochen zur Verfügung, um Roboter zu entwickeln, die in einer bestimmten Aufgabe gegen die Roboter anderer Teams antreten. 2001 gewannen die NUTRONS die Nationalen Meisterschaften mit Schülern der Boston Latin School. 2007 gewann das Team die Bostoner Regionalmeisterschaften. 2008 und 2009 erhielt das Team den Delphi Driving Tomorrow’s Technology Award.

### Bildende Künste
Die Bildenden Künste stellen an der Boston Latin School immer noch einen sehr wichtigen Teil des Arbeitspensums dar, obwohl sie nicht mit so umfassenden Finanzmitteln ausgestattet sind wie der Musikbereich. Von Schülern der Grade 7 und 8 wird erwartet, dass sie regelmäßig an Grundkursen in Kunst als Einführung in die Bildenden Künste teilnehmen. Ältere Schüler haben die Möglichkeit, Kunst als Wahlfach zu belegen. Dazu zählen ein normaler Kurs zur Grundlagenvermittlung und ein aufwendiger, zweijähriger Advanced-Placement-Kurs (AP-Kurs), der die Schüler auf weiterführende Kunstschulen vorbereitet und sie dabei unterstützt, Portfolios zu erstellen.
Die Schule stellt den Schülern des Kunstprogramms drei große 2D-Studios, einen Brennofen, ein Computerlabor und auch ein Fotolabor zur Verfügung, wenngleich zurzeit keine Kurse in Fotografie angeboten werden. Analog zu den Musiknächten gibt es auch eine Nacht der Künste, die den in den AP-Kursen erschaffenen Werken gewidmet ist.

### Die Wolfpack Volunteers
Die Wolfpack Volunteers wurden 2004 als Freiwilligenorganisation gegründet und führen die Schüler in ehrenamtliche Tätigkeiten ein. Die Organisation bietet ihren Mitgliedern die Möglichkeit, an verschiedenen Stellen im Bostoner Umfeld ehrenamtlich aktiv zu werden und fördert sie im Engagement bei Veranstaltungen in der Nachbarschaft. Durch Alumni-Touren über das Schulgelände und die Organisation von College-Messen gewinnen die Schüler durch die Zusammenarbeit im Team wertvolle Erfahrungen im Führen von anderen sowie in Strukturierung und Kommunikation.

### Weitere Aktivitäten
Darüber hinaus gibt es viele weitere außerschulische Aktivitäten, z. B. den Rot-Kreuz-Club, das BLS Recycling Committee, einen Schreibclub, eine Töpfergruppe, den Invisible Children Club, einen Dungeons & Dragons-Club, eine Gay-Straight Alliance, den BLS Wolfpack Spirit Club, einen Ski-Club und den Model United Nations Club.

## In der Popkultur
- In der Episode Six Meetings Before Lunch der ersten Staffel von The West Wing – Im Zentrum der Macht erwähnt der von Rob Lowe gespielte Sam Seaborn die Boston Latin School in einer Diskussion über Reformen der öffentlichen Schulen und Schulgutscheine. Er sagte, „Boston Latin, die älteste öffentliche Schule in Amerika, ist immer noch die beste weiterführende Schule in Neuengland.“ Mallory O’Brien antwortet darauf: „Es können nun mal nicht alle Schulen Boston Latin oder Bronx Science sein.“
- Am 8. Januar 2002 besuchte der damalige US-Präsident George W. Bush die Boston Latin School, nachdem er den No Child Left Behind Act unterzeichnet hatte.[31]
- In Folge 12 der ersten Staffel von Studio 60 on the Sunset Strip erwähnt der von Matthew Perry gespielte Matt Albie, dass sein Neffe die Note 3,8 an der Boston Latin erhalten habe.
- Im Schuljahr 2008/2009 besuchte der ehemalige Vizepräsident der USA Al Gore die Schule und lobte die Schüler für ihr Engagement bei der Sensibilisierung der Bevölkerung für umweltgerechtes Verhalten.

## Alumni
An der Boston Latin School haben viele bekannte US-amerikanische Persönlichkeiten ihren Abschluss in Politik, Religion, Wissenschaft, Journalismus, Philosophie und Musik gemacht. Von den 56 Unterzeichnern der Unabhängigkeitserklärung der Vereinigten Staaten hatten fünf die BLS besucht: Adams, Franklin, Hancock, Hooper und Paine. Absolventen und Schüler der BLS kämpften im Unabhängigkeitskrieg, im Sezessionskrieg, im Ersten und Zweiten Weltkrieg sowie im Vietnamkrieg. An die Gefallenen erinnern Plaketten und Statuen im Schulgebäude.

### Hall of Fame
Die Hall of Fame, üblicherweise nur The Wall genannt, bezieht sich auf den oberen Fries im Auditorium der Schule, wo die Nachnamen bekannter Absolventen aufgemalt sind. Dazu zählen Samuel Adams, Leonard Bernstein, John F. Fitzgerald, Benjamin Franklin, John Hancock, William Hooper, Joseph P. Kennedy, Cotton Mather, Robert Treat Paine, Josiah Quincy II, George Santayana, John Winthrop und viele andere. Zuletzt wurde der Name von Wade H. McCree im Jahr 1999 hinzugefügt, wobei die Tatsache, dass es sich um einen Schwarzen handelte, für positives Aufsehen sorgte. Bislang finden sich keine Frauen unter den Genannten, da diese erst seit 34 Jahren an der Schule zugelassen sind und die Aufnahme in die Hall of Fame ausschließlich posthum erfolgt. Zurzeit gibt es nur noch Platz für einen weiteren Namen, was die Schulleitung dazu nutzt, neuen Schülern entsprechenden Ansporn für gute Leistungen zu geben. Daneben gibt es auch einen unteren Fries, auf dem die Namen vieler weiterer Absolventen genannt sind. Die Plätze dort werden auch bereits zu Lebzeiten vergeben.

### Die Alumni Association (BLSA)
Die Schule hat in der Vergangenheit stark von der Arbeit der BLSA profitiert, einer privaten Wohltätigkeitsvereinigung, deren Hauptziel die Einbindung und das Spendensammeln von ehemaligen Schülern ist. Zuletzt wurde die groß angelegte Pons-Privatus-Spendenkampagne (dt. Private Brücke) abgeschlossen, mit der 34 Millionen US-Dollar als Geldspenden von Alumni und zusätzliche geplante Sachspenden im Wert von 20 Millionen US-Dollar eingesammelt werden konnten. Damit war es die größte Spendensammelaktion in der Geschichte der öffentlich geförderten Schulen. Die Spendengelder werden zusätzlich zu den 10 Millionen US-Dollar verwendet, welche die Schule jährlich für ihre Ausgaben erhält und damit die Gehälter der Lehrer und Instandhaltungsarbeiten finanziert.